# 홍촌마애승상
홍촌마애승상은 대한민국 경기도 과천시 중앙동에 있다. 1998년 1월 12일 과천시의 향토유적 제4호로 지정되었다.

## 개요
정부과천청사 뒤쪽 구 용운함에서 등산로를 따라 조금 올라가면 다섯 스님의 얼굴이 새겨진 바위가 나온다. 스님의 얼굴은바위 상단에 3구, 하단에 2구씩 간결한 선으로 조각되어 있다. 우리나라 마애상이 대부분 부처님의 모습을 새긴 것인데 비해 웅운암 마애승용군은 스님의 얼굴을 조각해 놓았다는 점과 다섯 스님 중 두 스님이 측면상을 하고 있는 점이 독특하다. 마애승용군은 조각수법으로 보아 고려시대에 조성된 것으로 추정된다.